# Дорогобузова Катерина
Катери́на Дорогобу́зова (* 1990) — українська баскетболістка-розігруюча.

## З життєпису
Народилась 1990 року в місті Одеса. Входить до складу збірної України з баскетболу. З 2017 року — гравчиня «AZS UMCS Люблін».
Учасниця Літньої Універсіади-2013. Брала участь у Чемпіонат Європи з баскетболу серед жінок 2017.
Чемпіонка України (2008 й 2011 роки)
Срібна призерка Чемпіонату України (2005, 2009) й Болгарії (2012).
Бронзова призерка чемпіонату України (2006, 2007).
Переможниця Кубка Польщі (2016).
Фіналістка кубка України (2009) й Болгарії (2012).